# Зубрилова Олена Миколаївна
Олена Миколаївна Зубрилова (Огурцова; нар. 25 лютого 1973, Шостка, Україна) — українська та білоруська біатлоністка, заслужений майстер спорту, головний тренер молодіжної команди Білорусі з біатлону.

## Біографія
В 1991 році стала займатися біатлоном, куди перейшла з лижних гонок. В складі збірної України неодноразово ставала чемпіонкою та призером Чемпіонатів світу з біатлону, виборювала багато нагород на континентальних чемпіонатах та етапах Кубку світу. У 1995 закінчила Київський університет фізичної культури, за фахом — тренер. В Україні мала військове звання майора СБУ. Персональним тренером тривалий час був Роман Зубрилов (з 1993 по 2000 р. — чоловік Олени). Представляла місто Тернопіль.
У 2002 році змінила громадянство і стала виступати за збірну Білорусі.
У 2006 році покинула виступи і розпочала практичну тренерську роботу з молодіжною збірною Білорусі з біатлону  [Архівовано 4 березня 2010 у Wayback Machine.]
У 2008 році призначена старшим тренером з резерву збірної Білорусі з біатлону .
Має доньку Тетяну, яка мешкає в Києві.
У 2021 відкрито підтримала політику діктатора Лукашенка і увійшла в НОК Білорусі .

## Спортивні досягнення
«Золото»
1. Етап Чемпіонату світу в 1999 р. в Контіолахті, гонка переслідування, 10 км
2. Етап Чемпіонату світу в 1999 р. в Гольменколлені, індивідуальна гонка, 15 км
3. Етап Чемпіонату світу в 1999 р. в Гольменколлені, масстарт, 12,5 км
«Срібло»
1. Етап Чемпіонату світу в 1996 р. в Рупольдінгу, командна гонка
2. Етап Чемпіонату світу в 1997 р. в Осорблі, спринт, 7,5 км
3. Етап Чемпіонату світу в 1997 р. в Осорблі, гонка переслідування, 10 км
4. Етап Чемпіонату світу в 1997 р. в Осорблі, індивідуальна гонка, 15 км
5. Етап Чемпіонату світу в 2003 р. в Ханти-Мансійську, індивідуальна гонка, 15 км
«Бронза»
1. Етап Чемпіонату світу в 1996 р. в Рупольдінгу, естафета 4х7,5 км
2. Етап Чемпіонату світу в 1997 р. в Осорблі,командна гонка
3. Етап Чемпіонату світу в 1999 р. в Контіолахті,спринт, 7,5 км
4. Етап Чемпіонату світу в 2000 р. в. в Гольменколлені, естафета 4х7,5 км
5. Етап Чемпіонату світу в 2001 р. в Поклюці, естафета 4х7,5 км
6. Етап Чемпіонату світу в 2001 р. в Поклюці, індивідуальна гонка, 15 км
7. Етап Чемпіонату світу в 2005 р. в Гохфільцені, естафета 4х6 км
8. Етап Чемпіонату світу в 2005 р. в Гохфільцені, спринт, 7,5 км
Призові місця
1. Етап Чемпіонату світу в 1997 р. в Осорблі, естафета 4х7,5 км (5 місце)
2. Олімпійські Ігри в 1998 р. в Нагано, естафета 4х7,5 км (5 місце)
3. Етап Чемпіонату світу в 1999 р. в Контіолахті, естафета 4х7,5 км (5 місце)
4. Етап Чемпіонату світу в 2003 р. в Ханти-Мансійську, спринт, 7,5 км (5 місце)
5. Етап Чемпіонату світу в 2003 р. в Ханти-Мансійську, гонка переслідування, 10 км (4 місце)
6. Етап Чемпіонату світу в 2003 р. в Ханти-Мансійську, естафета 4х7,5 км (4 місце)
7. Етап Чемпіонату світу в 2004 р. в Обергофі, гонка переслідування, 10 км (4 місце)
8. Етап Чемпіонату світу в 2004 р. в Обергофі, естафета 4х7,5 км (4 місце)
9. Олімпійські Ігри в 2006 р. в Турині, спринт, 7,5 км (5 місце)
10. Олімпійські ігри в 2006 р. в Турині, естафета 4х7,5 км (4 місце)
Загальний залік Кубку світу (найкращі результати)
1. 1998/99 — 2 місце
2. 1999/00 — 2 місце
3. 2000/01 — 3 місце
Разом на етапах Кубку світу посідала перше місце 21 раз, друге — 20 раз, третє — 8 раз 

## Статистика
У таблиці наведено статистику виступів біатлоніста в Кубку світу.
- Місця 1–3: кількість подіумів
- Чільна 10: кількість фінішів у першій десятці
- В очках: кількість виступів, на яких біатлоніст здобував очки
- Старти: кількість стартів

| Місця                     | Індивід. | Спринт | Персьют | Мас-старт | Естафета | Разом |
| ------------------------- | -------- | ------ | ------- | --------- | -------- | ----- |
| 1                         | 3        | 6      | 8       | 4         | 3        | 24    |
| 2                         | 3        | 8      | 7       | 2         | 3        | 23    |
| 3                         | 1        | 2      | 4       | 1         | 13       | 21    |
| Чільна 10                 | 19       | 40     | 41      | 18        | 45       | 163   |
| В очках                   | 33       | 77     | 67      | 30        | 48       | 255   |
| Стартів                   | 41       | 94     | 68      | 31        | 48       | 282   |
| Станом на: кінець кар'єри |          |        |         |           |          |       |